# 桜井紗稀
桜井 紗稀（さくらい さき、1991年〈平成3年〉3月11日 - ）は、千葉県出身のライブアイドル、グラビアアイドル。身長158cm、血液型A型。愛称はさきちょん。

## 来歴
- 2015年11月 サンスポアイドルリポーター SIR5期候補生（14名）に選出される。
- 2016年1月 サンスポアイドルリポーターに正式加入[2]。
- 2020年6月8日 サンスポアイドルリポーターを卒業[3]。当初は4月20日に卒業公演を予定していたが[4]、新型コロナウイルスによる緊急事態宣言の影響で同日のツイキャスによる無観客配信に変更された[5][6]。
- 2020年9月11日、プリュを退所した事をSNSで発表した[7][8]。
- 2020年11月3日、フレオマネジメントと契約、28日よりメルティーハートに白色担当として加入[9][10][11]。
- 2021年5月8日、新宿Zirco Tokyoでの単独公演をもってメルティーハートを卒業[12]、およびフレオとの契約を終了[13]。
- 2021年8月29日、プリュへ復帰、【eN】の白担当として加入[14][15]。9月3日に⻘山RizMで開催されたSymdolickとのツーマンライブにて【eN】メンバーとして初出演[16][17]。
- 2022年7月7日、成瀬せなと共に【eN】卒業が予告され[18]、9月4日の卒業公演を以て卒業した[19][20]。
- 2022年9月5日、福永幸海と期間限定ユニット「Mila bijou（ミラ・ビジュー）」を結成、白色担当となることが発表された[21]。
- 2022年12月7日、所属している「Mila bijou」が1月4日から4人の新体制となり、期間限定ユニットではなくなることが発表された[22]。
- 2024年2月16日、8月下旬を以てMila bijou卒業およびアイドル引退を表明[23][24]。
- 2024年6月、期間限定のサポートメンバーとしてSIRへ復帰[25][26]。
- 2024年8月25日のMila bijouワンマンライブで引退[27]。引退後はアメリカ合衆国へ留学。
- 2025年1月4日、一時帰国の際に福永幸海の主催ライブ「さちふぇす～お正月スペシャル」に出演、Mila bijouに一日限定で復帰[28]。

## 人物
- もともと性格が明るくなく、自分を変えたくて芸能界入りを決意した。
- 趣味は詩を書くこと、うさぎとうさんぽ、アイドル鑑賞。
- グラビア活動も行っているが、将来の夢は歌手。目標は歌手の大塚愛で「大塚愛さんみたいにかわいくて才能あふれる女性になりたい」と語っている。
- 縄跳びが得意。
- 2014年から2年ほどアキドラのスタッフを務めていた。
- ファンの集まりを「鮭界隈」、ファンの推し活動を「鮭活（しゃけかつ）」と呼んでいる。しかし本人は魚介類は苦手で食べることができない。SIRでのメンバーカラーは当初は鮭にちなんでサーモンピンクで、2019年からは桜色に変更された。SIR卒業後のメルティーハート、【eN】、Mila bijouでは白を担当。
- SIR内のパチンコ・スロット個人対抗戦「銀玉サーキット」で2019年に優勝、2020年1月6日のライブツアー「歌駆変2019」でセンター曲「初恋フィーバー」をリリース。

## 主な出演作品

### テレビ
- 「バラエティーニュース キミハ・ブレイク」
- 「SIRオーディション ～5期生への道～」（2015年11月～2016年1月、TOKYO MX）
- 「開店!SIRのパチスキ!」（2015年11月～2020年3月、TOKYO MX）

### 新聞・雑誌
- 週刊SPA!（どるばこ）- グラビア&インタビュー記事
- エキサイティングMAX
- GOOBIKE
- ヤングチャンピオン No.26
- ヤングアニマル
- エキサイティングMAX（純白ビギニーズ）
- FLASH 2020（女体人文字）
- Cream 2021年12月号[29]、2022年2月号
- サンケイスポーツ「桜井紗稀のサクLIFE」（2022年10月25日 - 月1回掲載予定）[30][31]

### CM
- 進研ゼミ
- 白いジャージ

### DVD
- First blooming（2013年7月26日発売、オルスタックソフト販売）
- お兄ちゃんの彼女（2016年3月30日発売、オルスタックソフト販売）
- ガオだぞ（2016年6月24日発売、スパイスビジュアル）[32]
- 時しらず（2016年11月25日発売、グラッソ）
- 目をそらしたら…（2017年8月31日発売、グラッソ）
- チェリー・ブロッサム（2020年5月28日発売、クレイン）[33]
- White gift（2022年10月26日発売、スパイスビジュアル）
- Bijou box（2024年7月31日発売予定、スパイスビジュアル）

### Web
- マシェバラ
- 美少女☆蟹工船
- リズム天国
- GIRLS TRAIN
- Webどるばこ
- スターオークション
- アイキャンパス